# Neopterygii
Los neopterigios (Neopterygii) son una de las dos subclases de la clase Actinopterygii de peces óseos. La palabra neopterigio etimológicamente significa alas nuevas, en referencia a la forma más evolucionada de sus aletas.
Hay muy pocos cambios en su evolución a partir de los actinopterigios más primitivos. Este grupo apareció en el Pérmico tardío, antes incluso de la era de los dinosaurios, pero a partir de ahí dominaron los mares con enorme éxito, porque se podían mover a mayor velocidad que sus antecesores.
Sus escamas y esqueletos fueron aligerándose de peso a lo largo de su evolución, al mismo tiempo que su mandíbula se hizo más poderosa y eficiente.

## Clasificación
Existen 44 órdenes agrupados de la siguiente forma:
Infraclase Holostei
- Orden Amiiformes
- Orden Lepisosteiformes

Infraclase Teleostei
- Superorden Acanthopterygii
  - Orden Atheriniformes
  - Orden Beloniformes
  - Orden Beryciformes
  - Orden Cetomimiformes
  - Orden Cyprinodontiformes
  - Orden Gasterosteiformes
  - Orden Mugiliformes
  - Orden Perciformes
  - Orden Pleuronectiformes
  - Orden Scorpaeniformes
  - Orden Stephanoberyciformes
  - Orden Synbranchiformes
  - Orden Syngnathiformes
  - Orden Tetraodontiformes
  - Orden Zeiformes

- Superorden Clupeomorpha
  - Orden Clupeiformes

- Superorden Cyclosquamata
  - Orden Aulopiformes

- Superorden Elopomorpha
  - Orden Albuliformes
  - Orden Anguilliformes
  - Orden Elopiformes
  - Orden Notacanthiformes
  - Orden Saccopharyngiformes

- Superorden Lampridiomorpha
  - Orden Lampriformes

- Superorden Ostariophysi
  - Orden Characiformes
  - Orden Cypriniformes
  - Orden Gonorynchiformes
  - Orden Gymnotiformes
  - Orden Siluriformes

- Superorden Osteoglossomorpha
  - Orden Hiodontiformes
  - Orden Osteoglossiformes

- Superorden Paracanthopterygii
  - Orden Batrachoidiformes
  - Orden Gadiformes
  - Orden Lophiiformes
  - Orden Ophidiiformes
  - Orden Percopsiformes

- Superorden Polymyxiomorpha
  - Orden Polymixiiformes

- Superorden Protacanthopterygii
  - Orden Esociformes
  - Orden Osmeriformes
  - Orden Salmoniformes

- Superorden Scopelomorpha
  - Orden Myctophiformes

- Superorden Stenopterygii
  - Orden Ateleopodiformes
  - Orden Stomiiformes